# En minister krydser sit spor
En minister krydser sit spor er en dansk dokumentarfilm fra 2000 med instruktion og manuskript af Ulrik Holmstrup.

## Handling
Birte Weiss overværede som flygtningeminister i 1996 åbningen af en massegrav i Bosnien. Det gjorde så stærkt indtryk på hende, at hun besluttede sig for at forsøge at afdække den massakre, som havde sendt så mange på flugt til Danmark. Hendes undersøgelser afslørede, at massakren var ledet af den lokale skoleinspektør. I sommeren 1999 starter ministeren en intens jagt igennem det tidligere Jugoslavien med det formål at finde manden, der er på krigsforbryderdomstolens hemmelige liste over krigsforbrydere. Et kamerahold var med hele vejen - også da hun efter 14 dages jagt pludselig står ansigt til ansigt med den mand, som har påført så mange mennesker så megen smerte.